# SkyTeam (brom- en motorfiets)
SkyTeam (Sky Team Corporation Ltd,  Hongkong) is een Chinees brommer- en motormerk. SkyTeam maakt onder andere crossbrommers, normale bromfietsen en motoren van 50 tot 200cc. Het merk staat in Europa bekend om de replicamodellen van oude Honda viertaktbrommers, zoals de Honda Dax, Monkey, Gorilla en de ZB. Skyteam verkoopt dit laatste model echter onder de naam PBR.

## Honda minibike-replica's
Oorspronkelijk begon het bedrijf met brommers van 50cc en motorversies met een 90cc motorblok. Na verloop van tijd is men overgegaan op modellen met een 110cc blok. De 125cc-versie volgde niet lang daarna. Versies met nog meer cc's zijn anno 2007 in ontwikkeling.
Uniek aan de 125cc versie is dat deze standaard geleverd worden met een aluminium cilinderbehuizing en een 5-plaats koppeling op de bak in plaats van op de krukas. Het voordeel hiervan is dat de massa van de krukas een stuk lager ligt, en deze hierdoor meer omwentelingen per minuut (toeren) aan kan. Het nadeel is dat de koppeling op deze manier sneller de neiging zal hebben om te gaan slippen, maar omdat deze blokken van Skyteam een 5-plaats-koppeling hebben in plaats van 4-plaats-koppeling is dit probleem opgelost.
Sinds 2008 produceert Skyteam ook 'voor getunede' Monkey's. Deze heten respectievelijk Monkey Le Mans Pro en Le Mans Club (welke de wat karigere versie betreft t.o.v. van de Pro).
In 2009 is Skyteam ook begonnen met het produceren van een Dax-type met een 5/5,5liter benzine tank in plaats van de gebruikelijke 2,5liter. Tevens is er nu ook een Le Mans achtige versie van de Dax erbij gekomen.

## Concurrentie
Doordat de prijzen van de replica's laag zijn is er veel concurrentie, zowel van het merk SkyTeam onder de verkopers en andere fabrikanten.
De directe concurrent is Jincheng. Verder zijn er nog wat andere minder bekende merken waarvan er maar een paar legaal zijn toegelaten, dit zijn onder andere Lifan en Baotian.